# Gonczarowka (Kraj Nadmorski)
Gonczarowka (ros. Гончаровка) – wieś (sieło) w Rosji, w Kraju Nadmorskim, w rejonie krasnoarmiejskim. W 2010 liczyła 262 mieszkańców.